# Daria Dadun
Daria Dadun-Gordon (ur. w Bydgoszczy) – polska tancerka warszawskiej sceny baletowej oraz pedagożka muzyczna; pierwsza solistka Teatru Wielkiego w Warszawie, solistka w Ballet National de Nancy et de Lorraine. Występowała zarówno w repertuarze klasycznym, jak i neoklasycznym.

## Życiorys
Jest absolwentką Ogólnokształcącej Szkoły Baletowej im. Janiny Jarzynówny-Sobczak w Gdańsku, gdzie w latach 1978–1987 uczyła się pod kierunkiem Tamary Wasiliewej i Bogusława Chojnackiego. Stypendystka Krajowego Funduszu na rzecz Dzieci. W 1984 wraz z późniejszym mężem Mirosławem Gordonem zdobyła II nagrodę na V Ogólnopolskim Konkursie Tańca i Choreografii w Gdańsku, a w 1986 wzięła udział w Międzynarodowym Konkursie Tańca Młodych Tancerzy w Lozannie. We wrześniu 1987 została zatrudniona w zespole baletowym Teatru Wielkiego w Warszawie na stanowisku koryfejki. Rok później awansowała do rangi solistki, by już w 1990 zostać pierwszą solistką. W 1988 otrzymała Medal im. Leona Wójcikowskiego.
W 1991 razem z Mirosławem Gordonem wyjechała za granicę. Po krótkich występach w Städtische Bühnen w Dortmundzie, od listopada 1991 została solistką w Ballet National de Nancy et de Lorraine pod dyrekcją Pierre’a Lacotte’a. Jako solistka wystąpiła w jego opracowaniach choreograficznych takich baletów jak: Giselle, L’Ombre, Marco Spada, Jezioro łabędzie, La Sylphide. Tańczyła też w baletach współczesnych takich choreografów, jak: C. Armitage i A. Lagraa. W lutym 1993 wystąpiła gościnnie w Teatrze Wielkim w Warszawie w Giselle, tańcząc Mirtę obok Gordona jako Książę Albert. W maju tego samego roku pojawiła się w Warszawie ponownie z zespołem Ballet National de Nancy et de Lorraine, tańcząc pas de trois w Grand pas z Paquity.
W 2000 otrzymała dyplom państwowy z pedagogiki baletowej w Centre Nationale la Danse w Paryżu., a w latach 2005–2007 studiowała w Conservatoire National Supérieures Musique et Danse w Lyonie. W 2013 rozpoczęła studia w Centre d’Études Supérieures Musique et Danse w Poitou-Charentes w kierunku analizy funkcjonalnej ciała w ruchu tanecznym. Jest pedagożką tańca klasycznego w Centre Choréographique National – Ballet de Lorraine oraz w Conservatoire National de Musique et de Danse w Strasburgu. Była jurorką w II Ogólnopolskim Konkursie Młodych Tancerzy w Gdańsku (2006) i XVII Ogólnopolskim Konkursie Tańca (2011).
Pracuje jako profesor tańca klasycznego w Balet National w Nancy.

## Najważniejsze role
Opracowano na podstawie materiału źródłowego
Teatr Wielki w Warszawie
- Kopciuszek w Kopciuszku (chor. O. Winogradow, muz. S. Prokofiew, 1988)
- Brylant w Panu Twardowskim (chor. T. Kujawa, muz. L. Różycki, 1988)
- Helena w Figlach szatana (chor. W. Gruca, muz. S. Moniuszko, A. Münchheimer, R. Augustyn, 1988)
- solistka w pas de trois, Narzeczona oraz jedna z Czterech i Dwóch Łabędzi w Jeziorze łabędzim (chor. trad. / K. Sergiejew, muz. P. Czajkowski, 1988)
- M-lle Grisi w Grand pas de quatre (chor. trad. / A. Alonso, muz. C. Pugni, 1988)
- Przyjaciółka Lise w Córce źle strzeżonej (chor. F. Ashton, muz. F. Hérold, 1988)
- Klara w Dziadku do orzechów (chor. A. Glegolski, muz. P. Czajkowski, 1989)
- Nimfa w Narcyzie (chor. Z. Rudnicka, muz. N. Czerepnin, 1989)
- Duch róży w Młodzieńcu z różą (chor. Z. Juchnowski, muz. C.M. von Weber, 1989), Wiła (1989)
- solistka w pas de deux I aktu (1990) w Giselle (chor. trad. / A. Gridin, I. Michajliczenko, muz. A. Adam)
- Julia w Romeo i Julii-Pas de deux (chor. M. Béjart, muz. H. Berlioz, 1990)
- Pani R. w Grach (chor. E. Wesołowski, muz. C. Debussy, 1990)
- Kitri w Don Kichocie (chor. A. Glegolski, muz. L. Minkus, 1990)
- Konstancja w Muzach Chopina (chor. W. Wołk-Karaczewski, muz. F. Chopin, 1991)
- Głos II w Dies irae (chor. E. Wesołowski, muz. R. Maciejewski, 1991).